# Cultura de vencedores e perdedores
A cultura de vencedores e perdedores é uma cultura que imagina muitas atividades na sociedade como uma competição onde uma classe de pessoas são vencedores bem sucedidos e outra classe são os perdedores que experimentam um estilo de vida de fracasso.

## Características
O psicólogo Oliver James descreveu num livro de 1995 como a distribuição de riqueza faz com que alguns jovens tenham mais dinheiro para uma vida feliz numa cultura de vencedores, enquanto outros jovens são pobres, rodeados de violência e vivem numa cultura onde os meios de comunicação e a sociedade descrevem muito do que eles fazem como cultura perdedora.
Um estudo socioeconômico de 1997 mostrou que uma cultura vencedor-perdedor encorajava a violência nos adolescentes, com ênfase sociológica específica no papel da violência. Em parte, as conclusões refletem que a violência juvenil é perpetrada pela presença de uma cultura de vencedor-perdedor, que cria uma mentalidade de “nós contra eles” que pode levar a altercações físicas ou verbais.
Um estudo sociológico de 2005 sobre publicidade de bebidas alcoólicas examinou o estilo de vida dos homens retratado nos anúncios. Os tropos nos anúncios incluíam os homens sendo perdedores ou tendo características de perdedores, mas estando confortáveis e aceitando a si mesmos. O lazer que vemos nos anúncios não tem nada a ver com o tipo de trabalho que eles realmente fazem. Eles comunicam o desejo de vários tipos de relacionamento com as mulheres, mas os anúncios não terminam a história de como isso se desenrola e simplesmente terminam com os homens observando as mulheres ou tentando iniciar um relacionamento.
Um estudo de 2011 que avaliou a cultura empresarial concluiu que a cultura da competição (que coloca o trabalhador numa mentalidade de vencedor e perdedor), embora mais comum do que a cultura de cooperação, era menos eficaz. A cooperação agrega valor substancial à empresa porque aumenta a comunicação ativa entre os funcionários.
Um estudo sociológico de 2014 sobre a cultura dos videogames para jogos MMORPG observou que alguns grupos de jogadores se identificam como “perdedores” e incentivam outras pessoas nessa subcultura. Maior sucesso no jogo requer mais tempo gasto no jogo. Pessoas que não estão socializando, trabalhando ou estudando podem ter mais tempo para jogar. Quando alguém tem mais tempo livre porque participa de uma subcultura perdedora, essa identidade pode lhe trazer sucesso no jogo.
Um estudo de 2014 na Sociological Review examinou as reações emocionais contextualizadas através das lentes da academia, analisando distinções na resposta emocional à academia. O estudo descobriu que os laços emocionais podem ser danificados por emoções mal geridas como resultado da cultura de competição, e que estruturalmente, emoções mal geridas com base no stress percebido de uma cultura de competição podem ter um impacto negativo num indivíduo e naqueles que o rodeiam.
Em um estudo sociológico de 2014 sobre uma competição de informática, onde a motivação foi medida após examinar a cultura competitiva em torno de entrar e participar da competição de informática, foi descoberto que os alunos que tiveram um bom desempenho na competição (“vencedores”) eram mais propensos a buscar sair e participar de outras competições.
Uma narrativa publicitária na cultura de consumo é que o jogo de apostas pode transformar um perdedor num vencedor, e que os jogos patrocinados pelo Estado, como a loteria, valem a pena para elevar algumas pessoas nas comunidades. Muitos indivíduos nas sociedades democráticas identificam-se pessoalmente com o partido político de sua escolha. De várias formas, após uma eleição, as pessoas que apoiaram o partido eleito podem sentir-se e ser tratadas como vencedores, enquanto os apoiantes do partido que perdeu a votação podem sentir-se como perdedores.
O sucesso de uma plataforma de mídia social depende de um pequeno número de celebridades da Internet encorajarem atividades online de uma grande massa de outros usuários. Uma perspectiva do design das redes sociais é que existe uma classe de usuários que contribui para a plataforma em benefício de outros, mas não deles próprios, e que tais usuários são perdedores neste esquema.